# بطولات كرة المضرب الصغرى
بالنسبة للاعب كرة مضرب التحصل على بطولات كرة المضرب الصغرى يعني الفون بثلاث بطولات من اربع بطولات كبرى

## فردي رجال
- 2004 روجيه فيدرير
- 2006 روجيه فيدرير

## فردي نساء
- 1989 شتيفي غراف
- 1991 مونيكا سيليش
- 1992 مونيكا سيليش
- 1993 شتيفي غراف
- 1995 شتيفي غراف
- 1996 شتيفي غراف
- 1997 مارتينا هينغيز
- 2002 سيرينا ويليامز